# Eriocaulon schochianum
Eriocaulon schochianum är en gräsväxtart som beskrevs av Hand.-mazz. Eriocaulon schochianum ingår i släktet Eriocaulon och familjen Eriocaulaceae. Inga underarter finns listade i Catalogue of Life.